# Chinois parlé

Carte des parlers chinois

Le chinois parlé (ou les dialectes chinois) comprend de nombreuses variantes. Bien que le mot dialecte soit souvent utilisé pour rendre le terme fangyan (chinois simplifié : 方言 ; chinois traditionnel : 方言 ; pinyin : fāngyán), les différences entre les principales variations parlées de la langue chinoise sont telles qu'elles sont généralement inintelligibles mutuellement. Savoir si ces variantes sont des langues ou dialectes est une source sans fin de discussions, les parlers chinois manquant de normes formelles.

## Classification
Les Chinois font une distinction substantielle entre la langue écrite (chinois simplifié : 文 ; chinois traditionnel : 文 ; pinyin : Wén) et la langue parlée (chinois simplifié : 语 ; chinois traditionnel : 語 ; pinyin : yǔ). Ils les conceptualisent généralement comme deux choses différentes.
La langue parlée est généralement appelée Hanyu (chinois simplifié : 汉语 ; chinois traditionnel : 漢語 ; pinyin : Hànyǔ ; litt. « langue des Hans »), plus rarement Huayu (chinois simplifié : 华语 ; chinois traditionnel : 華語 ; pinyin : Huáyǔ ; litt. « langue chinoise »).
Le Hanyu reprend les différentes langues ci-dessous décrites.

## Groupes de chinois parlé
Les différentes formes de chinois parlé sont généralement classées parmi les groupes suivants.

### Les sept langues principales
- Mandarin 北方話/北方话: (environ 850 millions) C'est un groupe de dialectes parlés du nord au sud-ouest de la Chine continentale, qu'il ne faut pas confondre avec le mandarin standard (Putonghua / Guoyu), souvent simplement appelé aussi "Mandarin", et qui est la langue officielle de la Chine. Le Putonghua / Guoyu est aussi parlé à Taïwan, en Malaisie, Singapour et diverses communautés de la diaspora chinoise.
- le Wu 吳語/吴语: (environ 87 millions), parlé dans les provinces du Jiangsu et du Zhejiang. Le Wu comprend le dialecte de Shanghai. Le Wu est connu parmi les langues chinoises pour avoir gardé les initiales, telles /b/, /d/, /g/, /z/, /v/, /dʑ/, /ʑ/, etc.
- le Hakka (Kejia) 客家話/客家话: (environ 30 millions), parlé par les Hakkas en diverses provinces du sud de la Chine continentale, à Taïwan, et en divers endroits de l'Asie du sud. Le terme "Hakka" lui-même signifie "familles d'accueil", et de nombreux Hakka se considèrent comme des descendants des réfugiés de la période Song du nord de la Chine, bien que des preuves génétiques et linguistiques attestent de leur origine locale. La langue hakka a gardé de nombreuses caractéristiques du chinois médiéval qui ont été perdues au nord. Elle utilise les finales nasales telles -m -n -ŋ et les finales occlusives -p -t -k, gardant quatre catégories de tons, et ayant scindé les tons ping et ru, totalisant donc 6 tons. Certains dialectes du hakka ont sept tons, par suite de la distinction du ton qu. Une des caractéristiques de la phonologie hakka est que les initiales sonores du chinois médiéval sont transformées en initiales aspirées muettes.
- le Min 閩語/闽语 : (environ 68 millions) parlé au Fujian, à Taïwan, en certaines parties du sud-est asiatique, en particulier en Malaisie, aux Philippines, et à Singapour, et parmi la diaspora chinoise originaire du Fujian et Taïwan. Le Min est le seul groupe de dialectes chinois qui ne peut être directement dérivé du chinois médiéval. En raison de sa grande diversité interne, le Min peut être détaillé en sept groupes : le Min Nan (qui comprend les Hokkien, Teochew (Chaozhou), et Taïwanais), le Min Dong, le Min Bei, le Min Zhong, le Puxian, le Qiong Wen, et le Shao Jiang.
- le Cantonais (Yue) 粵語/粤语: (environ 66 millions) parlé au Guangdong, en la Région autonome du Guangxi, Hong Kong, Macao, des parties du sud-est asiatique et par la diaspora chinoise qui a des ancêtres au Guangdong. Envisagé par les linguistes, le "Cantonais" comprend tous les dialectes Yue, tels le Taishanais, bien que le terme soit aussi utilisé pour le cantonais standard du Guangzhou et Hong Kong. Certains dialectes Yue ont des jeux de tons imbriqués par rapport à d'autres langues—avec certaines variétés totalisant 9 ou 10 tons. Le Yue garde un ensemble complet de consonnes finales issues du chinois médiéval (p, t, k, m, n, ng).
- le Xiang 湘語/湘语 : (environ 36 millions) parlé en province du Hunan. Le Xiang est habituellement distingué en un "nouveau" et un "ancien" type, dont le nouveau type s'approche du mandarin.
- le Gan 贛語/赣语 : (environ 21 millions) parlé au Jiangxi. Dans le passé, il fut rapproché des dialectes Hakka, de par le fait que les initiales sonores du chinois médiéval sont devenues des initiales muettes aspirées, comme en hakka, et ils furent un temps dénommés sous le terme parapluie "dialectes Hakka-Gan". Cet ensemble est désormais obsolète.

### Trois langues importantes supplémentaires
Les trois groupes de dialectes suivants ne font pas toujours l'objet d'une classification distincte.
- le Hui 徽語/徽语: parlé dans le sud de la province du  Anhui—généralement classé comme une sous-branche du Gan.
- le Jin 晉語/晋语: parlé au Shanxi, de même que dans certaines parties du Shaanxi, du Hebei, du Henan, et de Mongolie-Intérieure. Il est généralement classé avec le mandarin.
- le Pinghua 平話/平话 : parlé en certaines parties du  Région autonome Zhuang du Guangxi. Il est parfois classé avec le cantonais.

### Langues non classifiées
Certaines variétés n'ont pu être rattachées à l'un ou l'autre groupe. Parmi celle-ci : 
- le dialecte de Danzhou 儋州話/儋州话, parlé à Danzhou, sur l'ile de Hainan.
- le Xianghua 鄉話/乡话, parlé en une petite bande de terre du Hunan occidental; il s'agit d'un ensemble de dialectes qui n'ont pu être rapproché avec certitude des différentes langues.
- le Shaozhou Tuhua 韶州土話/韶州土话 : parlé aux confins du Guangdong, du Hunan, et du Guangxi, en une région de grande diversité linguistique, et qui put faire l'objet non plus d'une classification formelle.

De plus, la langue doungane (chinois simplifié : 东干语 ; chinois traditionnel : 東干語 ; pinyin : Dōnggān yǔ) est une langue langue chinoise parlée au Kirghizistan apparentée aux dialectes du nord-est, et est dès lors un dialecte mandarin. Le doungane est cependant écrit en alphabet cyrillique, et peut dès lors ne pas être considéré par certains comme du chinois.

## Sociolinguistique

### Bilinguisme avec le mandarin
Dans le sud de la Chine continentale où la différence avec le mandarin standard est la plus prononcée, les personnes les mieux formées sont généralement à l'aise avec le mandarin standard, et nombre de personnes en ont une bonne compréhension passive, en plus de leur maîtrise de la langue locale. De plus, utiliser le dialecte dépend aussi de la situation sociale. Le mandarin standard est généralement considérée comme plus formel et requis avec des personnes ne maîtrisant pas la langue locale. Le dialecte local (qui est non-mandarin standard et non mandarin) est souvent considéré comme plus intime et utilisé en famille et avec des amis en conversations journalières. Les locuteurs chinois parlent souvent avec une alternance codique entre le mandarin et le dialecte local. Les parents parlent généralement avec les enfants en dialecte.
Connaître le dialecte local apporte une dimension sociale à la conversation, et les personnes déménageant tentent souvent de rapidement maîtriser le dialecte local. L'apprentissage de ce dialecte se fait généralement par un processus informel d'immersion et de reconnaissance des caractéristiques sonores. Il faut en général 3 à 5 ans pour quelqu'un apprenant une langue qui n'est pas la sienne pour la parler couramment. De par le grand nombre de langues et dialectes existants, il n'existe que peu de méthodes d'apprentissage formalisées.

### Problématiques politiques
En République populaire de Chine, il y a eu une volonté politique forte de promouvoir le mandarin standard. Le système d'éducation impose notamment le mandarin standard dès la deuxième année. La langue locale est cependant tolérée, et généralement préférée dans les échanges informels. Contrairement à Hong Kong, où les spécificités écrites, et notamment certains caractères, sont utilisés y compris dans les registres les plus formels, les différentes langues transcrites à l'écrit ont tendance à s'aligner sur les caractéristiques du mandarin standard écrit. Au niveau national, les distinctions linguistiques ne correspondent généralement pas aux distinctions politiques et géographiques, ce qui par ailleurs permis de parer à toutes velléités d'identité politique. Historiquement, nombre des personnes qui promurent le nationalisme chinois étaient originaires du sud de la Chine, et ne pratiquaient pas couramment le mandarin standard. Même les dirigeants originaires du nord le maîtrisaient généralement avec un accent spécifique. Par exemple, Mao Zedong accentuait souvent son parler du Hunan, rendant généralement ses discours inintelligibles pour la plupart de son auditoire. La conséquence de ceci est que la Chine n'a pas de tradition forte en matière de discours politiques, l'essentiel de la communication politique passant par l'écrit.
Un autre facteur qui limite les influences politiques d'un dialecte est qu'il est relativement courant qu'au sein d'une même grande famille, les différents membres parlent des dialectes différents. De plus, si parler un même dialecte renforce un sentiment de solidarité et d'appartenance au niveau d'une ville ou d'une région, la diversité tempère ces sentiments. Finalement, la diversité linguistique en Chine méridionale est telle que l'utilisation du mandarin standard peut être la seule voie de communication avec un groupe important quelque peu varié.
D'un autre côté, en République de Chine à Taïwan, le gouvernement avait une politique jusqu'au milieu des années 1980 de promotion du mandarin standard à un statut supérieur à celui des langues locales telles le taïwanais et le hakka, situation qui causa beaucoup de ressentiment et un mouvement revendicatif en faveur des langues locales dans les années 1990, qui se manifestèrent par le  en:Taiwanese localization movement.

## Exemples de variations
Les dialectes Min sont généralement considérés comme les plus éloignés linguistiquement du mandarin standard, quant à leur grammaire, phonologie et vocabulaire. Par exemple en taïwanais, une variété de Min, pour exprimer l'idée d'être un peu malade, ("Je ne me sens pas bien."), on pourrait dire la phrase suivante (transcrite en Pe̍h-oē-jī):

« Goá kā-kī lâng ū tām-po̍h-á bô sóng-khoài.

我家己人有單薄仔無爽快 »

Traduite avec des équivalents de même origine en mandarin, elle serait rendue par une phrase sémantiquement non reconnaissable :

« Wǒ jīajǐ [pas d'équivalent de même origine] yǒu dànbó [pas d'équivalent de même origine] wú shuǎngkuài. »

On dirait en mandarin oral :

« Wǒ zìjǐ yǒu yīdiǎn bù shūfu.

我自己有一点不舒服 »

ou:

« Wǒ yǒu yīdiǎn bù shūfu.

我有一点不舒服 »

le second omettant le pronom réflexif (zìjǐ), facultatif en mandarin.
Au nord de la Chine (mandarin du nord-est), on dirait plutôt :

« Wǒ yǒu yīdiǎr bù shūfu.

我有一点儿不舒服 »

## Phonologie
La structure phonologique de chaque syllabe consiste en un noyau de syllabe constitué d'une voyelle (qui peut être une monophtongue, une diphtongue, ou un triphtongue en certains dialectes) avec un début de syllabe optionnel ou une consonne de coda avec un ton. Il existe des cas où une voyelle n'est pas utilisée comme noyau. Par exemple, en cantonais, où les consonnes nasales sonores /m/ and /ŋ/ peuvent seules constituer des syllabes.
Pour les différentes variétés de chinois parlé, la plupart des syllabes tendent à être des syllabes ouvertes, sans coda, mais les syllabes sans coda se limitent à /m/, /n/, /ŋ/, /p/, /t/, /k/, ou /ʔ/. Certaines variétés permettent plus de coda, alors le nombre est limité pour d'autres, dont le mandarin qui n'en possède  que deux, soit /n/ et /ŋ/. Les consonnes fricatives n'apparaissent généralement pas au début ou dans le coda.
Le début peut être une consonne affriquée ou une consonne suivie par une semi-voyelle, mais elles ne sont généralement pas considéré comme des ensembles de voyelles.
Le nombre de sons des différentes dialectes varie, mais a une tendance générale à la réduction de sons depuis le chinois médiéval. Les dialectes mandarins en particulier ont subi une forte réduction du nombre de sons, et ont dû compenser cette perte par un accroissement du nombre de mots polysyllabiques plus important que pour toute autre langue chinoise parlée. Le nombre total de syllabes en certains dialectes n'est dès lors que d'environ 1.000, incluant la variation tonale.
Toutes les variétés du chinois utilisent les tons. Quelques dialectes n'ont que deux ou trois tons, d'autres du sud de la Chine de 6 à 10, selon la façon de compter. Le shanghaïen est l'exception notoire, dont le système de ton ne comprend que deux tons et un accent mélodique à l'image du système japonais.
L'exemple classique pour utiliser les tons en chinois est celui de la syllabe ma dans les quatre tons principaux du mandarin standard. Les tons correspondent à ces cinq caractères chinois : 
- 媽/妈 “mère” — Ton haut
- 麻 “chanvre” — Ton montant
- 馬/马 “cheval” — Ton descendant légèrement puis remontant
- 罵/骂 “gronder” — Ton descendant et bref
- 嗎/吗 particule interrogative — neutre

| (audio) | Écouter les tons (info)                                                                                   |
| (audio) | Ceci est un enregistrement des quatre tons précédents. Le cinquième ton, ou ton neutre, n'est pas inclus. |
| (audio) | Des problèmes pour écouter le fichier ? Aidez-moi                                                         |

## Morphologie
La morphologie chinoise est strictement bâtie autour d'un nombre déterminé de syllabes avec une construction relativement rigide autour des morphèmes, la plus petite unité de construction de la langue. Certaines de ces syllabes-morphèmes sont à elles seules un mot, mais contrairement à ce que beaucoup pensent, le chinois n'est pas une langue monosyllabique. Nombres des mots du chinois moderne sont en fait polysyllabiques, avec deux, trois ou parfois plus de syllabes.
La confusion vient de la façon dont les uns et les autres envisagent la langue. Dans le système d'écriture chinois, chaque syllabe-morphème correspond à seul caractère, tel par exemple zì (字). La plupart des locuteurs chinois pensent au mot en tant que  zì, mais ce n'est pas tout. De nombreux mots sont polysyllabiques, et comportent par exemple plus d'un zì. Cette façon de faire s'appelle un cí (词/詞), ce qui s'approche davantage de la définition occidentale d'un mot. Cependant, le concept de cí fut historiquement un mot de linguistique technique dont, jusqu'au milieu du XXe siècle, la plupart des locuteurs n'avaient pas conscience. Même de nos jours, la plupart des Chinois ne conceptualisent pas les mots comme les Occidentaux, et considèrent zì comme le mot ou unité signifiante. Ceci peut être illustré en mandarin (romanisation en hanyu pinyin) :

« Jīguāng, zhè liǎng ge zì shì shénme yìsi?

激光, 這兩個字是甚麼意思?

激光, 这两个字是什么意思? »

La phrase peut être littéralement traduite en, “Jī 激 et guāng 光, ces deux zì 字 (ou caractères), que signifient-ils?” Cependant, la traduction française la plus naturelle serait, “Laser, ce mot, que veut-il dire?” Bien que  jīguāng 激光 soit un seul mot, certains locuteurs tendent à penser que ces deux constituants sont des entités séparées (Ramsey, 1987).
Le chinois archaïque et le chinois médiéval ont un plus grand nombre de mots monosyllabiques dû au fait que ces langues avaient une plus grande variété de sons, et que des morphèmes homophones aujourd'hui ne l'étaient pas à l'époque. Les mots polysyllabiques ont dès lors commencé à apparaitre pour compenser les distinctions qui avaient disparu. De nombreux mots polysyllabiques contiennent toujours le mot monosyllabique original.
De nombreux morphèmes ont encore des significations associées, même si nombre d'entre eux ne peuvent plus exister en tant que mots indépendants (bound morphemes en anglais). Cette situation est analogue par exemple au morphème préfixe in- en français, qui ne peut être utilisé seul, mais lorsqu'il est mis devant un mot, en change le sens (par exemple, élégant et inélégant). Même si ce morphème in- n'est pas utilisé seul, les francophones savent qu'il veut dire pas, comme inaltérable ou inattentif.
En reprenant l'exemple précédent, jīguāng,  jī et guāng signifient littéralement “lumière stimulée”, donnant ensemble “laser”. Cependant, jī n'est jamais trouvé seul sans morphème associé, car il existe trop d'autres morphèmes ayant la même prononciation. Par exemple, les morphèmes signifiant “poulet” 雞/鸡, “machine” 機/机, “basique” 基, “coup” 擊/击, “faim” 饑/饥, et “somme” 積/积 sont aussi prononcés jī en mandarin. À l'oral, la signification exacte n'est rendue que par le contexte en lequel ces morphèmes zì sont exprimés. Pour reprendre l'exemple précédent :
| Hanyu pinyin | Sinogrammes traditionnels | Sinogrammes simplifiés | Signification                 |
| ------------ | ------------------------- | ---------------------- | ----------------------------- |
| jīguāng      | 激光                      | 激光                   | laser (“stimulée lumière”)    |
| jīqǐ         | 激起                      | 激起                   | se réveiller (“stimulé levé”) |
| jīdàn        | 雞蛋                      | 鸡蛋                   | poulet œuf                    |
| gōngjī       | 公雞                      | 公鸡                   | coq (“mâle poulet”)           |
| fēijī        | 飛機                      | 飞机                   | avion (“volante machine”)     |
| jīqiāng      | 機槍                      | 机枪                   | machine mitrailleuse          |

Pour cette raison, il est courant pour les locuteurs mandarins d'ajouter des contextes en leur conversation pour préciser des prononciations qui pourraient être ambigües. Par exemple, quand deux personnes se disent leur nom (qui sont rarement des combinaisons de zì), les locuteurs mandarins expliquent souvent en quels mots l'on trouve les morphèmes dont leur nom est composé. Par exemple, un chinois pourrait dire 名字叫嘉英，嘉陵江的嘉，英国的英 Míngzi jiào Jiāyīng, Jiālíngjiāng de jiā, Yīngguó de yīng “Mon nom est Jiāyīng, le Jia de rivière Jialing et le Ying de Angleterre (Yingguo en chinois)”. D'autres encore peuvent "écrire" sur leur main avec leur doigt le caractère dont la prononciation seule est ambigüe.
Le problème des homonymes existe aussi dans les langues méridionales telles le cantonais et le taïwanais, mais il est moins important; ces langues ont en effet gardé une partie de la plus grande richesse de sons du chinois médiéval. Par exemple en les exemples précédents, jī pour “stimulé”, “poulet”, et “machine” ont des prononciations distinctes en cantonais (romanisation jyutping) : gik1, gai1, et gei1 respectivement. Pour cette raison, les mots monosyllabiques restent plus nombreux dans les langues du sud de la Chine.
Il y a peu de morphèmes en chinois, et nombre d'entre eux sont des emprunts lexicaux, qui consistent en plus d'une syllabe. Ces mots ne peuvent être divisés en morphèmes signifiants, bien que chaque syllabe soit écrite comme les zì séparés. Par exemple, est le mot utilisé pour “araignée”, zhīzhū, qui est écrit 蜘蛛. Même en ce cas, le Chinois essaye de retrouver un sens à travers les morphèmes qui constituent le mot. Par exemple, les deux caractères 蜘 et 蛛 ont chacun la signification d'"araignée" à l'écrit. Mais ils ne sont jamais prononcés à l'oral pour exprimer le terme "araignée", qui l'est toujours par zhīzhū.